# Melchiorre Cesarotti

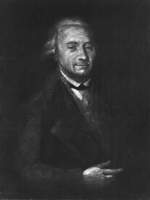
Melchiore Cesarotti

Melchiorre Cesarotti (* 15. Mai 1730 in Padua; † 3. November 1808 in Selvazzano Dentro) war ein italienischer Dichter, Übersetzer und Gelehrter.

## Leben
Cesarotti erhielt sehr jung den Lehrstuhl der Rhetorik am Seminar zu Padua, folgte aber 1762 einem Ruf als Lehrer in das Patrizierhaus Grimani nach Venedig, wo er seine Tragödien nebst zwei Abhandlungen: Sopra l'origine ed i progressi dell' arte poetica und Sopra, il diletto della tragedia, drucken ließ. Hier lernte er den soeben erschienenen Ossian des James Macpherson kennen, ging sogleich an die Erlernung des Englischen und veröffentlichte schon nach sechs Monaten eine Aufsehen erregende italienische Übersetzung des Gedichts in reimlosen Versen, die zur Neubelebung der italienischen Poesie beigetragen hat. Besonders bewunderte er die Harmonie des Versbaues. Im Jahre 1768 erhielt Cesarotti die Professur der griechischen und hebräischen Sprache zu Padua und wurde 1779 ständiger Sekretär an der dortigen Akademie der Wissenschaften und Künste. In dieser Stellung verfasste er unter anderem seine Übersetzung der Ilias mit ausführlichen kritischen Erörterungen, die aber wegen der außerordentlichen und meist ungerechtfertigten Freiheiten, die er sich erlaubte, als verfehltes Werk galt, wogegen der literarische Apparat, womit er dieselbe versah, seiner fast beispiellosen Vollständigkeit wegen sehr geschätzt wurde.
Sein um dieselbe Zeit begonnener weitläufig angelegter Corso ragionato della letteratura greca blieb unvollendet. Auf Veranlassung seiner Akademie schrieb er Saggio sulla filosofia delle lingue applicato alla lingua italiana und als neuernanntes Mitglied der Accademia dell’Arcadia zu Rom Ragionamento sulla filosofia del gusto. Im Auftrag der republikanischen Regierung verfasste er Saggio sugli studii, Instruzione d'un cittadino á suoi fratelli meno istruiti und Patriotismo illuminato.
Napoleon Bonaparte ernannte ihn zum Ritter und später zum Kommandeur des Ordens der Eisernen Krone und verlieh ihm ein Jahresgehalt, wofür sich ihm Cesarotti durch sein Gedicht Pronea (1807) dankbar erwies. Außer den genannten Werken schuf er eine mit weitläufigem Kommentar begleitete Übersetzung des Demosthenes, eine Reihe verschiedener kleiner Abhandlungen, eine Anzahl Gedichte und eine reiche Sammlung von Briefen. Eine noch von ihm selbst begonnene Gesamtausgabe seiner Werke wurde nach seinem Tod von Giuseppe Barbieri vollendet. Eine Auswahl derselben erschien Mailand 1820, 4 Bände, und Bologna 1882 in einem Band. Er war mit Giustina Renier Michiel und Isabella Albrizzi-Teotochi befreundet, deren Salons er regelmäßig besuchte.